# Hadiqa Bashir
Hadiqa Bashir (* 2002 Saidu Šaríf) je pákistánská aktivistka, která se zaměřuje na boj proti dětským sňatkům a násilí na ženách. Její životní příběh a práce jsou inspirující a mají významný dopad na zlepšování práv dívek a žen v Pákistánu. Za své úsilí při prosazování práv žen a mladých lidí získala mnohá ocenění.
V roce 2014 založila se svým strýcem dívčí organizaci Girls United for Human Rights (GUHR), která se aktivně angažuje v kampaních a programech zaměřených na ochranu práv dívek a žen, snaží se vzdělávat komunitu o škodlivých následcích dětských sňatků a podporovat dívky v jejich vzdělávání. Organizace spolupracuje s místními lídry na prosazování práv dívek, posílení jejich postavení, vzdělávání a bezpečnosti a oslovuje také zástupce vlády a ministerstev.

## Biografie
Hadiqa Bashir se narodila v Saidu Šaríf, který se nachází v okrese Svát v konzervativní pákistánské provincii Chajbar Pachtunchvá v severozápadním Pákistánu. Lidé zde žijí v kmenovém a feudálním systému, který je založen na patriarchátu. Údolí Svát bylo kdysi ohniskem pákistánského Tálibánu. Tálibán po léta vysílal v rozhlase výhrůžky, aby zastrašil dívky a přinutil je nechodit do školy. Bojovníci ovládali celé údolí od roku 2007 do roku 2009, kdy oblast znovu dobyla pákistánská armáda.
Otec Hadiqy Bashir Ifthikar Ahmad je státní dodavatel a bývalý učitel. Matka Sajda Ifthikar je vedoucí konzultantkou v místním centru pro řešení sporů. Bashir má dva mladší bratry. Když jí bylo 11 let, babička ji chtěla provdat. Viděla těžký osud své spolužačky, která se vdala v raném věku, a proto se vdávat nechtěla. Její strýc jí pomohl sňatek odvrátit, podpořil ji a řekl jí o zákonech o dětských sňatcích, které by ji mohly ochránit. Od té doby pracuje ve své komunitě, aby pomohla ukončit praxi dětských sňatků. Vystudovala obor sociologie na Jahanzeb College v Saidu Šaríf, hlavním městě okresu Svát.

## Aktivismus
Bashir zahájila svou aktivistickou činnost vlastním bojem, aby se vyhnula manželství v dětském věku. Poté se ujala úkolu ukončit dětské sňatky v komunitě, kde jsou normou a kde mohou být dívky nabízeny k sňatku výměnou za urovnání sporů nebo za udržení půdy v rodině. Podle zprávy UNICEF z roku 2018 se 21 % pákistánských dívek vdává před dovršením 18 let a 3 % před patnáctým rokem života. Podle šetření Pákistánského demografického a zdravotního průzkum (PDHS) z roku 2019 má 13 % žen, které se provdají před dosažením věku 18 let, dokončené základní vzdělání, zatímco dvě třetiny (67 %) dětských nevěst nezískaly žádné vzdělání.

### Girls United for Human Rights
V roce 2014 založila Bashir se svým strýcem Erfaanem Husseinem organizaci Girls United for Human Rights (GUHR), která bojuje za práva žen. Girls United je skupina dívek, které vedou osvětová setkání v místních školách, na vysokých školách a v komunitách, aby otevřeně hovořily o výhodách vzdělávání, dětských sňatcích a zdraví žen.
Bashir chce svou prací docílit, aby její konzervativní komunita začala vnímat práva žen, vzdělání a manželství jiným způsobem. Po škole chodí od domu k domu a mluví s ženami a přesvědčuje je, aby nevdávaly své mladé dospívající dcery. Zasazuje se o vzdělání pro dívky. Snaží se zasáhnout, kdykoli se dozví o nuceném sňatku. Do roku 2016 se jí podařilo přesvědčit pět rodin ve své komunitě, aby nenutily své mladé dcery ke sňatku. Prostřednictvím své organizace Bashir také pomáhá ženám, které čelí domácímu násilí. Nabízí jim podporu ve formě lékařské nebo právní pomoci.
Organizace Girls United for Human Rights již oslovila více než 5 000 dívek. Ve školách a na internetu distribuuje vzdělávací materiály o právech dívek. Členové GUHR pokračují ve strategii, kterou zahájila Bashir, a chodí od domu k domu, aby navázali kontakt s náboženskými vůdci, staršími členy komunity, rodiči, prarodiči, učiteli a zákonodárci. GUHR také oslovuje zástupce vlády a ministerstev, aby se pokusila změnit myšlení, které umožňuje dívkám uzavírat sňatky v tak nízkém věku. Díky obětavé práci a nasazení organizace byl přijat zákon o omezení dětských sňatků.

## Ocenění
V roce 2015 získala Bashir ve svých třinácti letech humanitární cenu Muhammada Aliho za to, že zasvětila svůj život ukončení praxe dětských sňatků v Pákistánu. Po svém prvním ocenění dostávala anonymní výhrůžky a byla vyloučena ze soukromé školy, kde studovala, protože škola nechtěla ohrozit ostatní studenty.
V roce 2016 se stala první pákistánskou dívkou, která získala ocenění Asian Girls Human Rights Ambassador. V roce 2020 byla spolu s dalšími 16 mladými lidmi vyznamenána Organizací spojených národů (OSN) za úsilí při prosazování práv mladých lidí v jejich zemích. Za práci v boji proti předčasným a nuceným sňatkům v pákistánských kmenových oblastech byla jmenována mladou vůdčí osobností programu OSN Cíle udržitelného rozvoje pro rok 2020.
Roku 2024 získala prestižní ocenění Global Citizens Youth Leader Award za své úsilí v boji za práva žen a proti dětskýn sňatkům ve svém regionu a stala se tak první Pákistánkou, které se tohoto uznání dostalo. Organizace Global Citizen v tomto roce ocenila 32 mladých inovátorů a obhájců práv z asijsko-pacifického regionu, poskytla finanční prostředky na jejich komunitní projekty a pozvala je na summit vedoucích představitelů mládeže v Melbourne.